# Хасфурт
Хасфурт (нем. Haßfurt) — город и городская община в Германии, районный центр, расположен в земле Бавария. 
Подчинён административному округу Нижняя Франкония. Входит в состав района Хасберге.  Население составляет 13 349 человек (на 31 декабря 2010 года). Занимает площадь 52,77 км². Официальный код  —  09 6 74 147.
Городская община подразделяется на 9 городских районов.

## Население
По оценке на 31 декабря 2015 года население общины Хасфурт составляет 13 277 чел. 

| Дата      | 1840 | 1871 | 1900 | 1925 | 1939 | 1950 | 1961  | 1970  | 1987  | 2011  |
| --------- | ---- | ---- | ---- | ---- | ---- | ---- | ----- | ----- | ----- | ----- |
| Население | 4051 | 4923 | 4998 | 5921 | 6637 | 9942 | 10429 | 10887 | 11121 | 13041 |

| Год       | 1960  | 1970  | 1980  | 1990  | 2000  | 2009  | 2010  | 2011  | 2012  | 2013  | 2014  | 2015  |
| --------- | ----- | ----- | ----- | ----- | ----- | ----- | ----- | ----- | ----- | ----- | ----- | ----- |
| Население | 10324 | 10973 | 10565 | 11744 | 13357 | 13311 | 13349 | 13073 | 13090 | 13126 | 13121 | 13277 |